# 提馬威
提馬威，是古代菲律賓米沙鄢人社會的封建戰士階級。他們被認為高於uripon（平民，農奴和奴隸），但低於Tumao（皇家貴族）。他們大致類似於他加祿族馬哈里卡種姓。
該術語後來失去了軍事和貴族的內涵，在西班牙人征服菲律賓期間降級為“自由人” 在此期間，這個詞也被引入了他加祿語，他們錯誤地使用這個術語來指代釋放的奴隸和一般的普通人。最終，現代米沙鄢語言中提馬威的含義被簡化為“貧困”的形容詞。

## 歷史
提馬威是古代米沙鄢社會的特權中間階層，他們原本是公主和妃嬪的非婚生子。一部分是貴族與女奴的子女。
像他加拉族的馬哈里卡一樣，主要是封建武士階級，需要在狩獵，襲擊，戰爭和防禦中為達圖提供軍事服務。提馬威向稱為buhis或handug的平民和奴隸徵稅，並被要求根據需要提供農業勞動力。他們享有某些自由，例如擁有自己的土地的權利，借貸的權利，以及建立商業夥伴關係的權利。
然而，與馬哈里卡不同的是，他們可以自由地改變效忠對象，並且沒有對戰利品的內在權利，超出了達圖所賦予他們的權利。雖然等級本身是世襲的，但他們的財產只有在達圖的批准下才能由子女繼承。在負債的情況下，提馬威也可能被降級到阿里平狀態（暫時或永久），並且在此期間出生的任何孩子同樣也是一個阿里平。
一些阿里平通過向主人服役成為提馬威，但他們不是貴族一部分。

## 突襲
參與陸地和海上戰事是提馬威職責的重要組成部分。這些襲擊通常是社區及其盟友（bila）針對敵人進行的定期年度遠征。襲擊的目的是通過戰鬥獲得聲望，掠奪，捕獲奴隸或人質（有時是新娘）。提馬威在他們的身體上以紋身的形式永久記錄了襲擊和其他戰鬥中的參與和行為，因此他們的西班牙名字 - pintados（字面意思是“畫的”）。在突襲後，敵人社區通常被徹底搜刮一空（dakot或bakot）。從襲擊（sangbay或bansag）中獲取的獎品，俘虜一旦帶回家中，就會在參與者之間分配，通常是慶祝性的喊叫和吟唱（hugyaw或ugyak）。一部分戰利品和俘虜被留作宗教犧牲。
相反，提馬威也是反對襲擊者的防御者，沿海定居點有哨兵來監視敵人。在可能的情況下，在海上截住敵船。當防禦失敗時，村民們經常以焦土戰術燒毀他們自己的房屋以防止搶劫，然後撤退到更深的內陸防禦工事。

## 衰退
在西班牙征服菲律賓期間，菲律賓向基督教的轉變導致了提馬威階級的最終消亡，海上襲擊和獲得俘虜和戰利品的傳統方法停止了，提馬威失去作為戰士階層在社會中的地位，現在被迫向西班牙殖民政府納稅。達圖本身被迫表示敬意，他們出於任意原因開始嚴厲地對他們的提馬威進行罰款，或者以高利率借貸給他們。無法還錢的提馬威被削弱為uripon狀態。
到了17世紀，西班牙詞典現在錯誤地將timawa定義為libres（自由人）和libertos（自由民），並將他們與plebeyos（“平民”）第三等和tungan tawo（字面意思為“中間人”，中產階級）等同起來。17世紀的西班牙耶穌會修士弗朗西斯科·伊格納西奧·阿爾西納指出，民眾仍然記得前西班牙時期提馬威代表貴族，但感嘆“今天他們稱所有非奴隸的人為提馬威”。
現代米沙鄢語言中的“timawa”一詞已被簡化為“貧困”，“悲慘”。